# Arrondissement Beauvais
Arrondissement Beauvais (fr. Arrondissement de Beauvais) je správní územní jednotka ležící v departementu Oise a regionu Hauts-de-France ve Francii. Člení se dále na 7 kantonů a 258 obcí.

## Kantony
od roku 2015:
- Beauvais-1
- Beauvais-2
- Chaumont-en-Vexin
- Grandvilliers
- Méru (část)
- Mouy (část)
- Saint-Just-en-Chaussée (část)

před rokem 2015:
- Auneuil
- Beauvais-Nord-Est
- Beauvais-Nord-Ouest
- Beauvais-Sud-Ouest
- Chaumont-en-Vexin
- Crèvecœur-le-Grand
- Formerie
- Grandvilliers
- Le Coudray-Saint-Germer
- Marseille-en-Beauvaisis
- Méru
- Nivillers
- Noailles
- Songeons